# Petar Chadschitonew
Petar Chadschitonew (bulgarisch Петър Хаджитонев; * 3. November 1987 in Sofia) ist ein ehemaliger bulgarischer Eishockeyspieler, der seine gesamte Karriere beim HK Slawia Sofia verbracht hat. 

## Karriere
Petar Chadschitonew spielte seine komplette Karriere beim HK Slawia Sofia, für den er 2003 in der bulgarischen Eishockeyliga debütierte. 2004, 2005, 2008, 2009, 2010, 2011 und 2012 wurde er mit dem Klub bulgarischer Meister. 2004, 2008, 2009, 2010 und 2011 gewann er auch den Pokalwettbewerb.

### International
Im Juniorenbereich spielte Chadschitonew bei den U18-Weltmeisterschaften 2004 und 2005 sowie den U20-Weltmeisterschaften 2005, 2006 und 2007 jeweils in der Division III.
Mit der bulgarischen Herren-Nationalmannschaft nahm Chadschitonew an den Weltmeisterschaften der Division II 2008, 2009, 2010 und 2012 teil. Zudem vertrat er seine Farben bei der Qualifikation für die Olympischen Winterspiele 2010 in Vancouver, als die bulgarische Mannschaft trotz Punktgleichheit mit Gruppensieger Spanien aufgrund des verlorenen direkten Vergleichs (2:6) bereits in der Vorqualifikation scheiterte.

## Erfolge und Auszeichnungen
- 2004 Bulgarischer Meister und Pokalsieger mit dem HK Slawia Sofia
- 2005 Bulgarischer Meister mit dem HK Slawia Sofia
- 2008 Bulgarischer Meister und Pokalsieger mit dem HK Slawia Sofia
- 2009 Bulgarischer Meister und Pokalsieger mit dem HK Slawia Sofia
- 2010 Bulgarischer Meister und Pokalsieger mit dem HK Slawia Sofia
- 2011 Bulgarischer Meister und Pokalsieger mit dem HK Slawia Sofia
- 2012 Bulgarischer Meister mit dem HK Slawia Sofia